# Максимов, Илья Сергеевич
Илья́ Серге́евич Макси́мов (род. 2 марта 1986, Амурск) — российский боксёр и боец смешанных единоборств, представитель легчайшей и полулёгкой весовых категорий. Выступал за сборную России по боксу в период 2004—2012 годов, бронзовый призёр российского национального первенства, победитель международных турниров класса «А», мастер спорта России международного класса по боксу. Также является мастером спорта по армейскому рукопашному боксу.

## Биография
Илья Максимов родился 2 марта 1986 года в городе Амурске Хабаровского края РСФСР. Впоследствии переехал на постоянное жительство в Комсомольск-на-Амуре, где занимался боксом в местном клубе «Ринг-85».

### Бокс
Впервые заявил о себе в 2004 году, когда вошёл в состав российской национальной сборной и побывал на Кубке короля в Бангкоке, где в легчайшей весовой категории одержал одну победу и потерпел два поражения.
На чемпионате России 2006 года в Ханты-Мансийске дошёл в легчайшем весе до полуфинала и завоевал тем самым бронзовую награду — был остановлен представителем Каспийска Али Алиевым. Как член национальной сборной выступил на Мемориале Карла Лемана в Таллине, где одолел всех своих соперников по турнирной сетке и получил золото.
В 2007 году в зачёте российского национального первенства в Якутске дошёл до четвертьфинала, проиграв Евгению Волкову из Новочебоксарска. Одержал победу на Мемориале Странджи в Пловдиве, выиграв в финале у титулованного болгарского боксёра Детелина Далаклиева.
На чемпионате России 2008 года в Калининграде выступал в полулёгком весе, уступив в 1/8 финала Дмитрию Полянскому.
В 2009 году в зачёте российского национального первенства в Ростове-на-Дону вновь остановился в 1/8 финала, на сей раз был побеждён Сергеем Захаровым.
На чемпионате России 2010 года в Санкт-Петербурге в 1/8 финала проиграл Рафику Магеррамову. В этом сезоне вновь принимал участие в Кубке короля в Бангкоке — на стадии четвертьфиналов встретился с выдающимся тайским боксёром Ворапоя Петчкума и проиграл ему со счётом 0:5.
В 2011 году в зачёте российского национального первенства в Уфе в 1/8 финала потерпел поражение от чеченца Алихана Авторханова. Боксировал на мемориальном турнире Константина Короткова в Хабаровске, стал здесь бронзовым призёром.
Последний раз показал сколько-нибудь значимый результат в любительском олимпийском боксе в сезоне 2012 года, когда одержал победу в лёгкой весовой категории на Мемориале Сергея Измайлова в Нерюнгри.
За выдающиеся спортивные достижения удостоен почётного звания «Мастер спорта России международного класса» по боксу.

### Смешанные единоборства
Завершив карьеру в любительском боксе, через некоторое время Максимов решил попробовать себя в панкратионе и в 2016 году присоединился к дальневосточной организации Modern Fighting Pankration, где в общей сложности одержал пять побед и потерпел одно поражение.
В августе 2018 года выступил на крупном турнире «Плотформа S-70», встретившись с испанцем Себенсуи Руисом — во втором раунде попался на удушающий приём сзади и вынужден был сдаться.